# نيدس
جنس نَيْدَس (الاسم العلمي: Neides) يضم هو مجموعة صغيرة ولكنها شائعة في العالم القديم من حشرات البقيات المرتفعة. الاسم الذي لهُ أسبقية هو الاسم المرادف Berytus الذي صاغه يوهان كريستيان فابريكيوس لنفس الصنف في عام 1803. وكان يتضمن سابقًا نوعًا واحدًا من أمريكا الشمالية (Neides muticus) ، والذي تم نقله إلى جنس خاص به، نيدس حديث Neoneides.

## الأنواع
- Neides aduncus (Fieber, 1859)
- Neides brevipennis Puton, 1895
- Neides gomeranus Heiss, 1978
- Neides tipularius (Linnaeus, 1758)